# مزورة (كتاب)
مزورة: الكتابة باسم الإله – لماذا كتبة الكتاب المقدس لم يكونوا كما نظن هو كتاب من تأليف بارت إيرمان البروفيسور في جامعة ولاية نورث كارولاينا تشابل هل والباحث في النقد النصي للعهد الجديد، يدور الكتاب حول من هم كتبة العهد الجديد الحقيقين، فعلى الرغم من أن التقليد المسيحي ينسب العديد من رسائل من العهد الجديد إلى أسماء المؤلفين مثل (متى ويوحنا وبطرس)، لكن من غير المرجح أن يكون لهم كتابات؛ كونهم كانوا أميّين لا يعرفون القراءة والكتابة العبرانية ولا اليونانية، ويُرجح الكتاب أن مؤلفي الكتب الحقيقيين كانوا ينسبون كتاباتهم إلى أسماء معروفة لكي تلقى رواجًا، فنسبوا كتبهم إلى تلاميذ المسيح لكي تنتشر. يستخدم الكتاب كلمة كتب مزورة عوضًا عن كلمة كتب منحولة ويرى أنها الأدق كون هذا الفعل غير شريف ومُتعمَّد من قبل السلطات الدينية في العصور القديمة. وبحسب الكتاب أن 11 رسالة أو أكثر من أصل 27 رسالة من رسائل العهد الجديد مزورة ومنسوبة لمؤلفين لم يكتبوها. ويشير للعديد من التناقضات التي يجدها في العهد الجديد مثل نص أعمال الرسل (4:13) الذي يذكر فيه لوقا أن كلا من بطرس ويوحنا  أميون، ولكن في وقت لاحق قيل أن كتب كاملة من الكتاب المقدس قد كتبت من قبلهم.

## كتب ورسائل العهد الجديد التي يسميها بارت إيرمان بالمزورة
- رسالة بطرس الأولى
- رسالة بطرس الثانية
- سفر أعمال الرسل
- رسالة يعقوب
- رسالة يهوذا
- الرسالة الثانية إلى أهل تسالونيكي
- الرسالة الأولى إلى تيموثاوس
- الرسالة الثانية إلى تيموثاوس
- الرسالة إلى تيطس
- الرسالة إلى أهل أفسس
- الرسالة إلى أهل كولوسي

## مجهولة المؤلف
بالإضافة إلى الأحد عشر كتابًا التي يسميها بارت إيرمان بالمزورة، يذكر أن هناك ثمانية كتب أخرى مجهولة المؤلف أو لا يوجد دليل تاريخي حول مؤلفها بالرغم من أنها غالبًا ما تكون منسوبة إلي اسم أحد الرسل أو التلاميذ، وهي كما يذكرها الكتاب:
- إنجيل متى
- إنجيل مرقس
- إنجيل لوقا
- إنجيل يوحنا
- رسالة يوحنا الأولى
- رسالة يوحنا الثانية
- رسالة يوحنا الثالثة
- الرسالة إلى العبرانيين